# Odžak
Odžak je općina na krajnjem sjeveru Bosne i Hercegovine. Grad je 2022. godine imao 17 243 stanovnika.

## Stanovništvo
Prema posljednjem službenom popisu stanovništva iz 1991. godine, općina Odžak imala je 30.056 stanovnika, raspoređenih u 14 naselja.
| Stanovništvo općine Odžak |                  |                                 |                  |                  |                  |
| godina popisa             | 2013.            | 1991. u promijenjenim granicama | 1991.            | 1981.            | 1971.            |
| Hrvati                    | 11.621 (61,74 %) | 15.976 (55,52 %)                | 16.338 (54,35 %) | 15.430 (55,31 %) | 14.995 (57,89 %) |
| Muslimani                 | 6220 (33,05 %)   | 6216 (21,60 %)                  | 6220 (20,69 %)   | 5371 (19,25 %)   | 4777 (18,44 %)   |
| Srbi                      | 582 (3,09 %)     | 4796 (16,67 %)                  | 5667 (18,85 %)   | 5361 (19,21 %)   | 5881 (22,70 %)   |
| Jugoslaveni               |                  |                                 | 1147 (3,81 %)    | 1276 (4,57 %)    | 85 (0,32 %)      |
| ostali i nepoznato        | 398 (2,11 %)     | 1787 (6,21 %)                   | 684 (2,27 %)     | 457 (1,63 %)     | 163 (0,62 %)     |
| ukupno                    | 18.921           | 28.775                          | 30.056           | 27.895           | 25.901           |

#### Odžak (naseljeno mjesto), nacionalni sastav
| Odžak              |                |                |                |
| godina popisa      | 1991.          | 1981.          | 1971.          |
| Muslimani          | 6205 (66,10 %) | 5347 (70,04 %) | 4760 (78,49 %) |
| Hrvati             | 1404 (14,95 %) | 950 (12,44 %)  | 751 (12,38 %)  |
| Srbi               | 599 (6,38 %)   | 470 (6,15 %)   | 372 (6,13 %)   |
| Jugoslaveni        | 819 (8,72 %)   | 740 (9,69 %)   | 81 (1,33 %)    |
| ostali i nepoznato | 359 (3,82 %)   | 127 (1,66 %)   | 100 (1,64 %)   |
| ukupno             | 9386           | 7634           | 6064           |

## Naseljena mjesta
Prema popisu stanovništva iz 1991. naseljena mjesta u općini Odžak su:
Ada, Donja Dubica, Donji Svilaj, Gnionica, Gornja Dubica, Gornji Svilaj, Jošavica, Novi Grad, Novo Selo, Odžak, Posavska Mahala, Potočani, Srnava, Trnjak, Vojskova, Vrbovac, Zorice.
Daytonskim sporazumom, u sastav Republike Srpske ušla su naseljena mjesta:
Gnionica, Jošavica i Srnava, te dijelovi naseljenih mjesta: Ada, Potočani i Vrbovac.
Ta naselja su uklopljena u novu općinu Vukosavlje.
U općini Odžak su ostala naselja:
Ada, Donja Dubica, Donji Svilaj, Gornja Dubica, Gornji Svilaj, Novi Grad, Novo Selo, Odžak, Posavska Mahala, Potočani, Prud (do rata pripadao općini Bosanski Šamac, ali je pripojen općini Odžak), Trnjak(Odžak, BiH)Trnjak, Vrbovac, Vojskova i Zorice.

## Povijest
Današnji grad Odžak u povijesnim zapisima spominje se od 1593. godine kao manje naselje i utvrda (Jukić, 1850. godine). Te godine u Bosni je sultanovim fermanom uveden odžakluk s pravom nasljeđivanja koji su se dodjeljivali zapovjednicima turske vojske. Miralem-begu je ovaj kraj dodijeljen kao odžak (posjed) i on je izgradio malu utvrdu koristeći ostatke ruševina starog rimskog grada. Nakon njegove smrti taj posjed naslijedio je njegov sin Ibrahim i u to vrijeme Odžak predstavlja veće naselje i graničnu utvrdu s manjim brojem graničara.
Austrijska vojska je u nekoliko navrata prelazila rijeku Savu i osvajala Odžak sve do potpisivanja Beogradskog mira 1739. godine, kada je uspostavljena nova granica Bosne duž rijeke Save. Sljedećih 100 godina Odžak je proveo u miru i kulturnom i ekonomskom napretku. Urbana struktura grada zasnivala se na principu organizacije stambenih grupacija-mahala, povezanih s poslovnim zonama. Izgrađena je i drvena džamija, nazvana Drvenija koja je kasnije bila spaljena.
Uspostavljanjem austro-ugarske vlasti 1878. godine u Bosni i Hercegovini počinje i novo razdoblje za Odžak. Uvodi se novi kapitalistički način gospodarenja i novi način građenja koji podrazumijeva izgradnju visokih zgrada u kojima je objedinjen poslovni prostor u prizemlju i stanovanje na katu. Gradi se čvrstim materijalom (ciglom) po novim propisima, koji uvode regulaciju ulica i građevinsku liniju.
Za vrijeme Drugog svjetskog rata Odžak je bio pod kontrolom ustaških, njemačkih i domobranskih postrojbi. Malo je poznato da je pružao najveći otpor partizanima na kraju rata. Naime, 6. svibnja 1945. NDH je pala, dok su se neke hrvatske postrojbe branile grad sve do 22. svibnja 1945. kada je završila Bitka za Odžak.
Rat u Bosni i Hercegovini nije zaobišao ni grad Odžak. Rat u Odžaku počeo je 21. travnja 1992. godine kada su srpske snage s 32 rakete pogodile grad. Tom prilikom poginulo je četvero građana Odžaka. U Republici Srpskoj preimenovan je u Vukosavlje.
Prema Daytonskom mirovnom sporazumu iz 1995. godine Odžak je stavljen pod upravu Federacije Bosne i Hercegovine. Nakon tog sporazuma, Vukosavlje je ostalo ime za dijelove Odžaka koji pripadaju teritoriji Republike Srpske. Prije svog povlačenja u veljači 1996. godine, srpske vojne i paravojne formacije uništile su sve što nisu mogle ponijeti sa sobom uključujući i džamiju i sedam katoličkih crkava. Odžak su mnogi nazvali bosanskohercegovačkim Vukovarom. Nakon potpisivanja Daytonskog mirovnog sporazuma, najveći dio prijeratne općine Odžak ušao je u sastav Federacije Bosne i Hercegovine.

## Poznate osobe
- Musa Ćazim Ćatić, bosanskohercegovački pjesnik
- Sulejman Halilović, bosanskohercegovački nogometaš
- Meho Puzić, bosanskohercegovački glazbenik
- Velibor Čolić, pjesnik i romanopisac
- Ivo Jelušić, političar,
- Anto Kovačević, političar,
- Ivo Fabijan, glazbenik
- Mario Mandžukić, nogometaš
- Ivo Iličević, nogometaš
- Stanislav Zimakijević, odbojkaš
- Josip Jazvić, odbojkaš

## Spomenici i znamenitosti
U središtu Odžaka nalazi se Beledija ili mala gradska vijećnica (općinska zgrada), izgrađena 1903. godine. Beladija je zaštićeni kulturni spomenik Bosne i Hercegovine.

## Mediji
Radio postaja Odžak na hrvatskom jeziku.

## Šport
Na prostorima općine Odžak oduvijek se igrala odbojka (OK Napredak Odžak). Među značajnijim igračima ovog športa su: Perica Božić, Pero Stanić, Marko Jazvić i Josip Jazvić.
Osim odbojke na prostoru općine igra se i nogomet, a na području općine trenutačno su aktivni sljedeći klubovi: NK Odžak 102, HNK Mladost Donji Svilaj, NK Dragovoljac Novo Selo i NK Sloga Prud.
KK Odžak je košarkaški klub.

## Vanjske poveznice
- Službena stranica općine Odžak